# Coroisânmărtin
Coroisânmărtin (maďarsky Kóródszentmárton) je rumunská obec v župě Mureș. Žije zde přibližně 1 300 obyvatel. V roce 2011 se 23 % obyvatel hlásilo k maďarské národnosti. Součástí obce jsou i tři další vesnice.

## Části obce
- Coroisânmărtin – 382 obyvatel
- Coroi – 113 obyvatel
- Odrihei – 522 obyvatel
- Șoimuș – 313 obyvatel